# Trihofilija
Trihofilija ili fetišizam kose je parafilija koju karakterizira seksualno uzbuđenje koje pružaju ljudske dlake; najčešće je u pitanju kosa.